# Effetto di disposizione
L’effetto di disposizione è un’anomalia scoperta nella finanza comportamentale e si riferisce all’'attitudine dell’investitore a mantenere nel proprio portafogli titoli in perdita, con lo scopo di recuperare un giorno quanto perso, e, al tempo stesso, a monetizzare velocemente azioni con trend positivo, con il fine ultimo di assicurarsi un guadagno nel breve periodo. Questo atteggiamento verso l’andamento azionario rappresenta un modo non corretto di gestire i propri investimenti che porta ad un ridotto rendimento totale dei propri pacchetti azionari.
Hersh Shefrin e Meir Statman sono stati i primi, nel 1985, ad identificare questo fenomeno tra un campione di investitori. Da quel momento, vi sono stati numerosi studi aggiuntivi atti a formalizzare e riscontrare l’effetto di disposizione all’interno di varie tipologie di investitori.

## Le cause dell'effetto di disposizione

### Teoria comportamentale
A partire da Hersh Shefrin e Meir Statman (1985), l'effetto di disposizione è stato ampiamente studiato sia in ambienti controllati che in contesti di mercato. Dopo la prima dimostrazione empirica della sua esistenza (Terrance Odean, 1998; Martin Weber e Colin Camerer 1998) e l'evidenza di una correlazione negativa con i rendimenti degli investimenti (Terrance Odean, 1998), i ricercatori hanno spostato la loro attenzione sulle implicazioni del fenomeno nel trading finanziario. Mark Grinblatt e Bing Han (2005), Andrea Frazzini (2006) e Justin Birru (2015) mostrano come l'effetto di disposizione possa rallentare la reazione del prezzo delle azioni a nuove informazioni, mentre William Goetzmann e Massimo Massa (2008) dimostrano come sia positivamente (negativamente) associato al trading volume (volatilità).
Una volta dimostrata l’esistenza di questo fenomeno, i ricercatori in ambito sociale ed economico hanno iniziato a cercare una spiegazione del perché gli investitori continuassero ad avere questo comportamento sui mercati finanziari. Tuttavia, nonostante i molti sforzi per confermare questi risultati e continuare a esplorare i più grandi paradossi della consulenza finanziaria comune «mantenere il meglio e tagliare il peggio», le principali e più semplici prime spiegazioni dell’effetto di disposizione (informazioni private, i costi di transazione e i vantaggi fiscali) non sono riusciti a dare un'interpretazione dell'effetto disposizione (Terrance Odean, 1998).
Dalla psicologia, Daniel Kahneman e Amos Tversky (1979) invece propongono una diversa spiegazione del fenomeno, mostrando come gli individui prendono le decisioni sulla base di un punto di riferimento e che queste scelte cambiano in base al fatto che si trovino ad affrontare profitti o perdite. I ricercatori, con la loro teoria«Prospect Theory», dimostrano come l’effetto di disposizione sia meglio spiegato attraverso l’avversione al rischio verso i guadagni e l’attitudine al rischio nei confronti delle perdite.Nel loro studio sperimentale, Daniel Kahneman e Amos Tversky presentano ai partecipanti due scenari. Nel primo, i partecipanti si trovano con una capitale da investire pari a $1000,00 e devono selezionare una delle seguenti due opzioni: A) 50% di possibilità di guadagnare $1000,00 e 50% di perdere tutto e ritrovarsi con $0,00; B) 100% di possibilità di guadagnare $500. Nel secondo scenario i partecipanti hanno un capitale di $ 2000,00 e si trovano davanti invece altre due opzioni: A) 50% di possibilità di perdere $1000,00 e 50% di non perdere niente e ritrovarsi con $2000,00; B) 100% di possibilità di perdere $500. La stragrande maggioranza dei partecipanti selezionò l’opzione B nel primo scenario e l’opzione A nel secondo, dimostrando un’attitudine alla propensione al rischio nei confronti delle perdite, ed un’avversione al rischio nei confronti dei guadagni.
Mentre la teoria del prospetto sembra prevedere l'effetto disposizione, Nicholas Barberis e Wei Xiong hanno discusso le difficoltà nel formalizzare questa affermazione. In particolare hanno dimostrato che, quando un soggetto calcola le proprie preferenze sui guadagni e sulle perdite annuali piuttosto che sui guadagni e sulle perdite realizzati, è più probabile osservare una relazione positiva tra la teoria del prospetto e l'opposto dell'effetto disposizione. Di conseguenza, i modelli economici prevedono meglio il comportamento individuale di investimento se l'utilità deriva non solo da un'esperienza di ricchezza totale (come guadagni/perdite annuali o sull'intero portafoglio) ma da ogni episodio di investimento. Lungo questa linea Nicholas Barberis e Wei Xiong suggeriscono che gli investitori (soprattutto se individui piuttosto che istituzionali) hanno separato esplosioni di utilità per diversi singoli eventi (ad esempio "Ho acquistato una quota di Ferrari a $ 40 e ho venduto a $ 60"). Invece di calcolare la loro ricchezza come la somma di diversi investimenti, la quantità di utilità che hanno sperimentato è positivamente correlata alla dimensione dei guadagni / perdite realizzati sulle attività che stanno negoziando. Maggiore è la distanza tra il prezzo di acquisto e il prezzo a cui il titolo viene venduto, maggiore è l'utilità conseguita dall’investitore (Realization Utility Theory).
Sebbene le teorie esposte sopra spieghino l’effetto di disposizione negli investitori, non vi è ancora oggi un consenso unanime su quale teoria riesca a descrivere pienamente questo fenomeno. Ciò ha portato lo sviluppo di una branca di ricerca interessata ad analizzare da vicino le caratteristiche dell’investitore che possano completare la spiegazione dell’effetto di disposizione.

## Caratteristiche dell'investitore
Alcuni ricercatori hanno dimostrato come, considerare l’effetto di disposizione in forma aggregata possa portare a nascondere una variazione all’interno del campione in grado di descrivere il fenomeno sotto una lente di analisi più dettagliata (Terrace Odean, 1998).  Tuttavia, non sono molti gli sforzi effettuati dai ricercatori sotto questa prospettiva di studio. Ad esempio Peter Chui nel 2001 dimostrò una correlazione negativa tra effetto di disposizione e mancanza di controllo, mentre Ravi Dhar e Ning Zhu nel 2006 hanno focalizzato l’attenzione sulle caratteristiche demografiche degli individui, riscontrando come gli investitori «benestanti» e «professionali» mostrano un livello di effetto di disposizione più basso. Questi risultati sono stati poi confermati da Newton Da Costa nel 2013, mentre Robert Durand nel 2013 spostò l’attenzione sui tratti della personalità.